# Veit Stoss

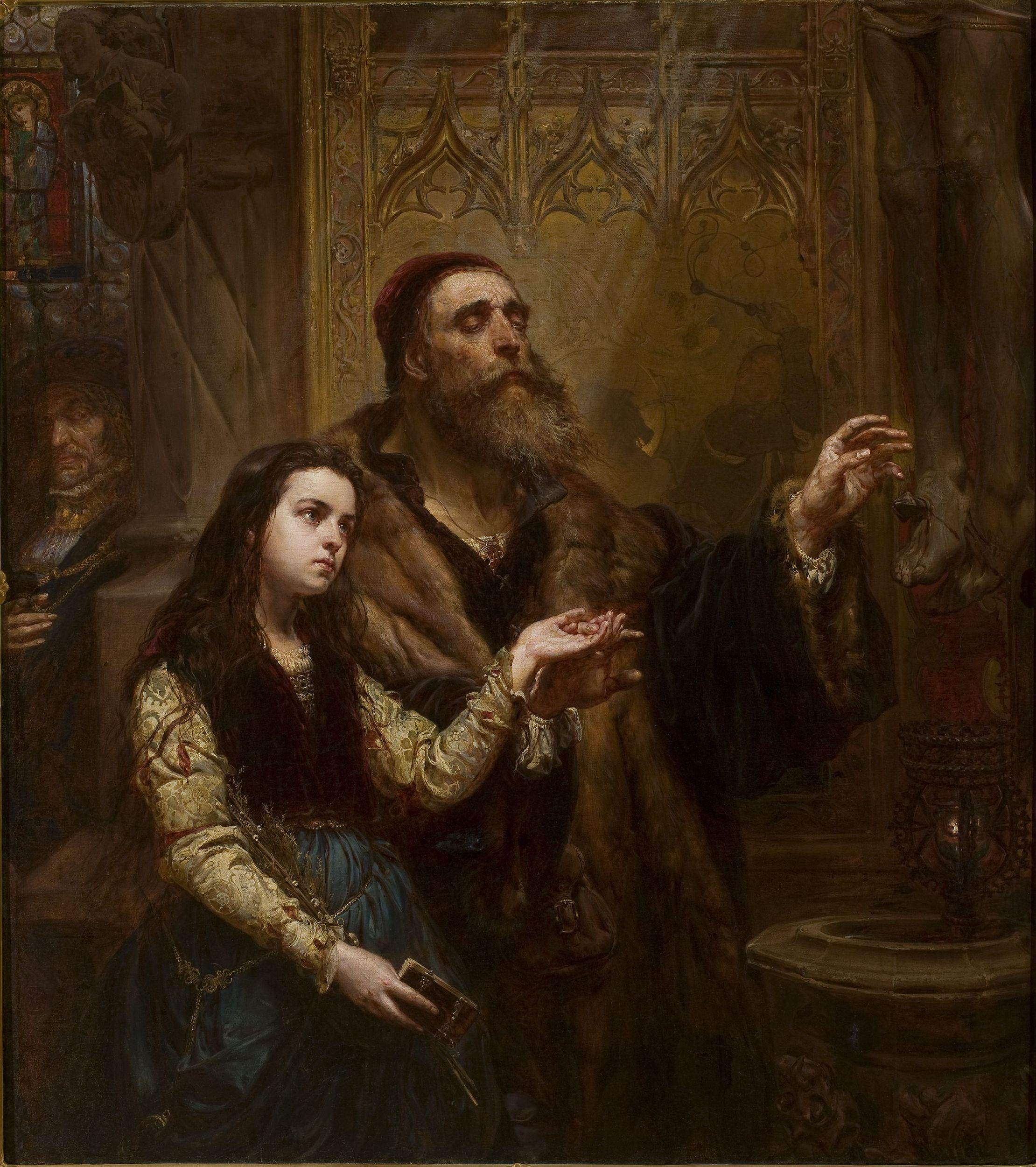
Veit Stoss geschilderd door Jan Matejko

Veit Stoss, ook wel Stoß (Horb am Neckar, ca. 1447 — Neurenberg, 1533) was een Pools/Duits beeldhouwer, graveur, houtsnijder en schilder van christelijk religieuze voorstellingen.
Stoss was een van de belangrijkste laat-gotische beeldhouwers.
Volgens de Neurenbergse geschiedschrijver Johann Neudörffer (1547) stierf Stoss in 1533 op 95-jarige leeftijd, maar dit is net zomin gegarandeerd als het geboortejaar 1447 uit andere bronnen. Het is waarschijnlijk dat hij werd geboren rond 1445-1450. Het is niet bekend waar hij zijn opleiding heeft genoten. Zijn werk vertoont invloeden van de Bovenrijn (Nikolaus Gerhaert), maar ook Zuid-Duitse (Ulm) en Nederlandse invloeden.
Een van zijn beroemdste werken is het veelkleurige houten hoogaltaar in de Mariakerk te Krakau. Ander belangrijk werk is de graftombe van de Poolse koning Casimir IV van Polen in de kathedraal van Krakau op de heuvel Wawel, het altaar van Bamberg en enkele sculpturen in Neurenberg, waaronder de Annunciatie en Tobias met de engel.

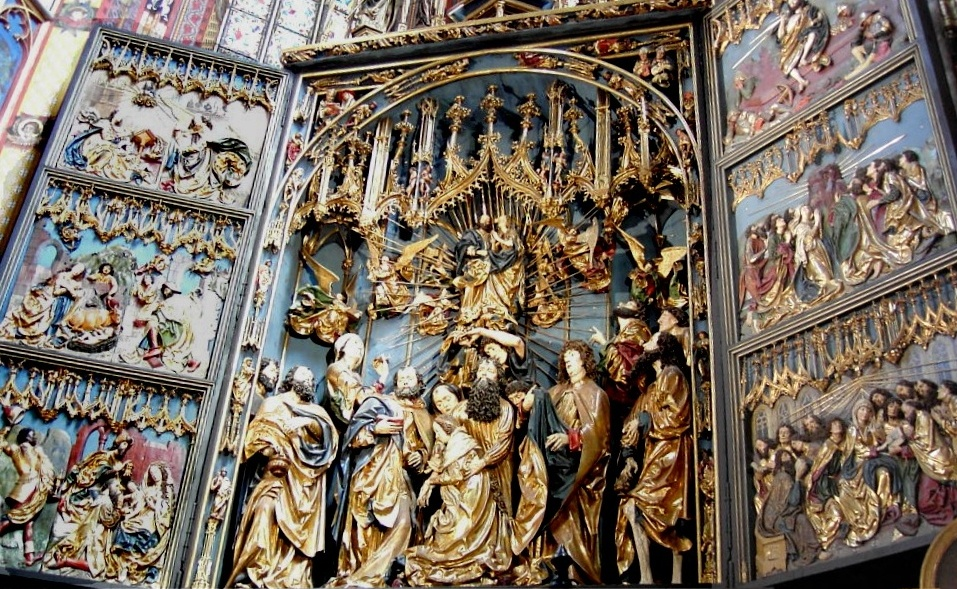
Het altaar in Krakau

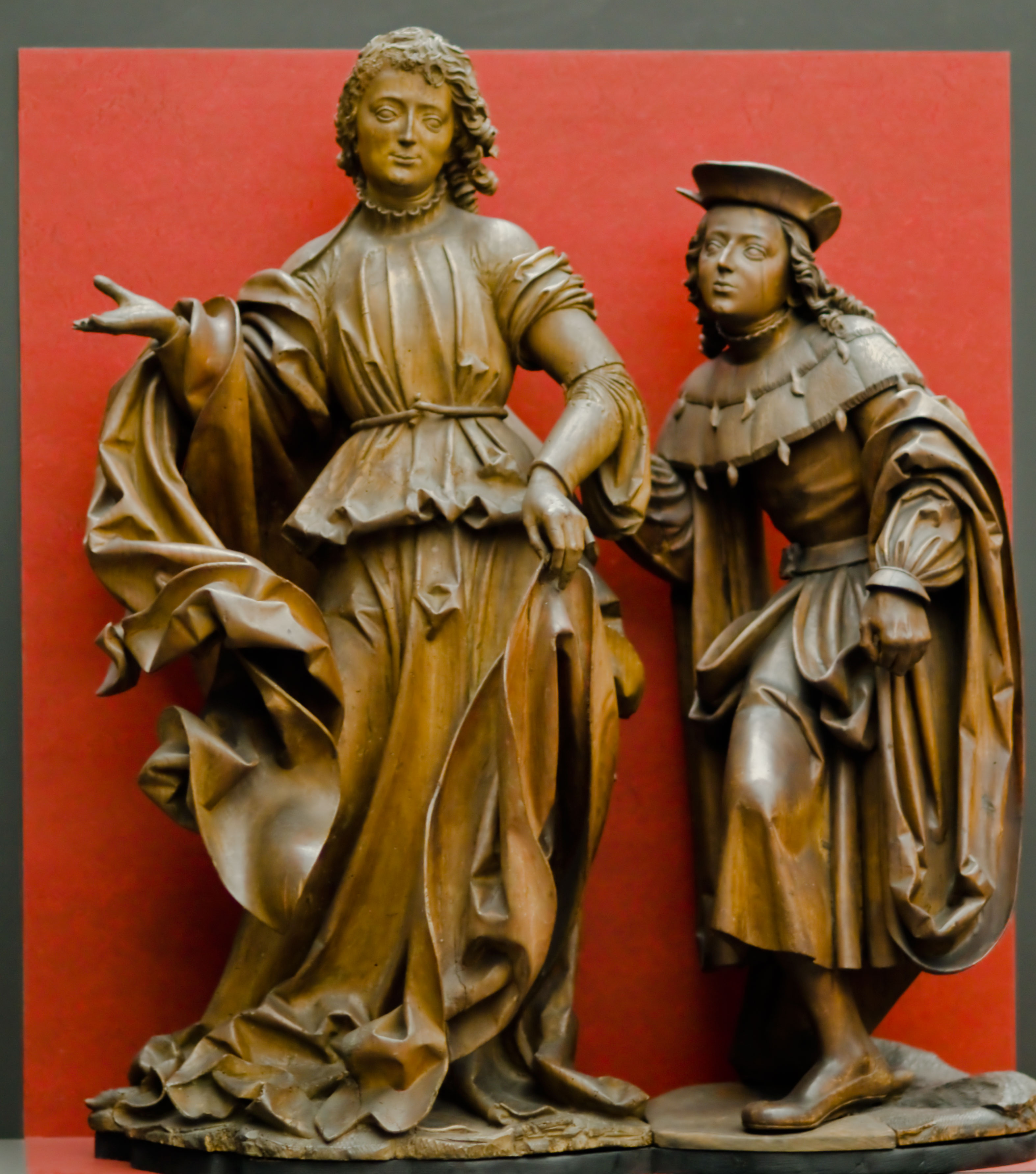
Aartsengel Raphael en de jonge Tobias, lindehouten figuurgroep in de Dominikanerkirche in Nürnberg, tegenwoordig Germanisches Nationalmuseum Nürnberg (1516).

- Bibsys: 90071631
- Biblioteca Nacional de España: XX4699164
- Bibliothèque nationale de France: cb11959823x (data)
- Gemeinsame Normdatei: 118618768
- International Standard Name Identifier: 0000 0001 0964 2286
- KulturNav: 65302bf4-fb19-44d9-84e6-957f1bd7964f
- Library of Congress Control Number: n80145086
- Nationale Bibliotheek van Letland: 000219411
- Nationale Bibliotheek van Tsjechië: xx0005676
- Nationale bibliotheek van Australië: 35210284
- Nationale Bibliotheek van Israël: 987007279109805171
- Nationale Bibliotheek van Polen: a0000001181453
- Nederlandse Thesaurus van Auteursnamen: 06953828X
- RKD-Nederlands Instituut voor Kunstgeschiedenis: 75562
- SNAC: w69s5m8g
- Système universitaire de documentation: 02759114X
- Trove: 866712
- Union List of Artist Names: 500007868
- Virtual International Authority File: 35249570
- WorldCat: E39PBJcwFTmm8PXhQCpvRPChHC